# (3302) Шлиман
(3302) Шлиман (лат. Schliemann) — типичный астероид главного пояса, открыт 11 сентября 1977 года советским астрономом Николаем Черных в Крымской астрофизической обсерватории и 28 апреля 1991 года назван в честь немецкого археолога Генриха Шлимана.

## Обнаружение и именование
(3302) Шлиман
Открыт 11 сентября 1977 года в Научном Н. С. Черных.
Назван в память о знаменитом немецком археологе Генрихе Шлимане (1822—1890), который провёл за свой счёт 12-летние раскопки в Гиссарлыке и обнаружил древнюю Трою. Название принято по предложению К. Э. Спратт. В честь Шлимана также назван лунный кратер.
Оригинальный текст (англ.)3302 Schliemann
Discovered 1977-09-11 by Chernykh, N. at Nauchnyj.
Named in memory of Heinrich Schliemann (1822—1890), famous German archaeologist, who undertook, at his own expense, a 12-year excavation at Hissarlik and discovered the ancient site of Troy. Name proposed following a suggestion by C. E. Spratt. Schliemann is also honored by a lunar crater.
Источники: DISCOVERY.DB; M.P.C. 18136.

## Орбита

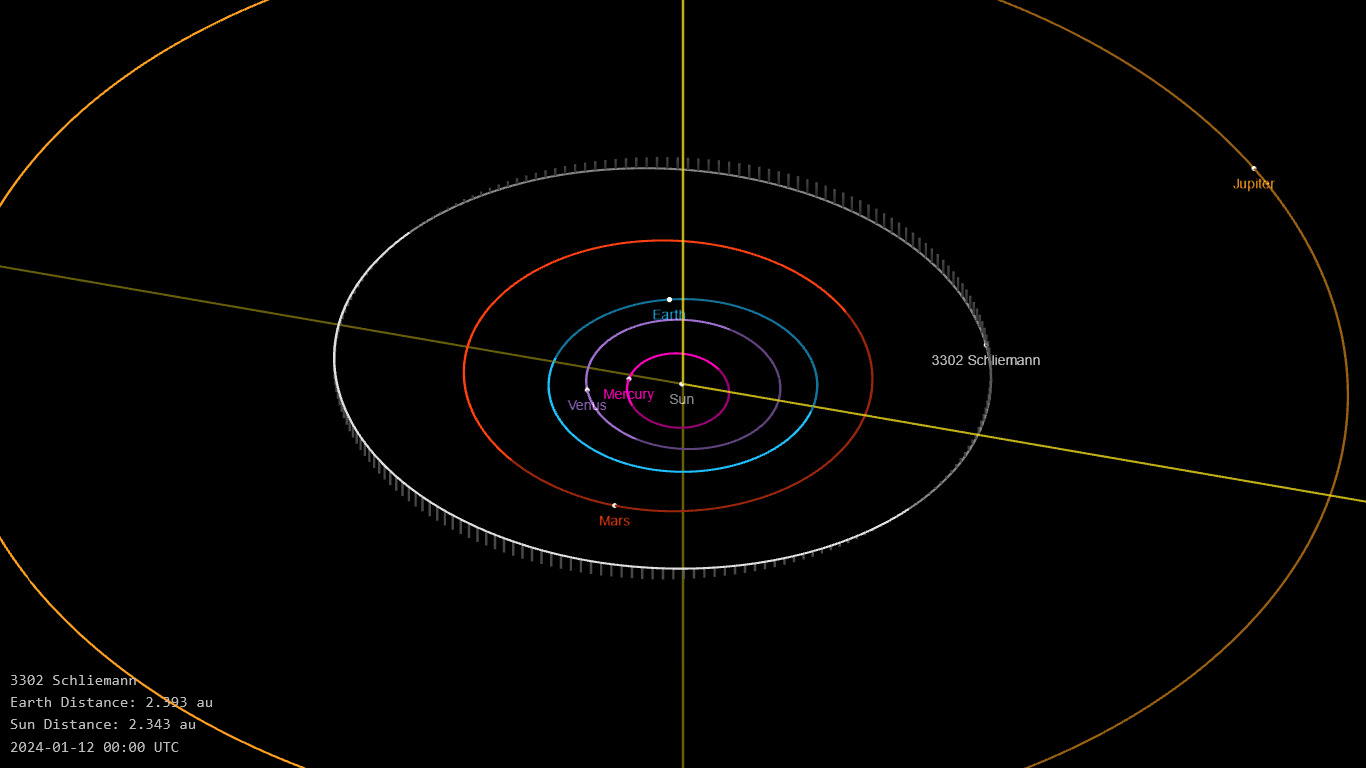
Орбита астероида Шлиман и его положение в Солнечной системе

## Физические характеристики
Астероид относится к таксономическому классу S.
По результатам наблюдений в видимом и ближнем инфракрасном диапазоне космического телескопа NEOWISE диаметр астероида оценивался равным 7,537±0,086 км. Согласно тем же источникам альбедо оценивается как 0,2359±0,0363 и 0,236±0,036.